# Rezerwat przyrody Wiślisko Kobyle
Rezerwat przyrody Wiślisko Kobyle – wodny rezerwat przyrody w województwie małopolskim (powiat bocheński, gmina Drwinia); na północnym krańcu Puszczy Niepołomickiej. Znajduje się na gruntach Skarbu Państwa w zarządzie Nadleśnictwa Niepołomice (leśnictwo Ispina).
Ochronie podlega fragment dawnego koryta Wisły (starorzecze) z bogatymi zbiorowiskami roślinnymi (chronione gatunki: grążel żółty, grzybienie północne) różnych gatunków turzyc, miejsca lęgowe wielu gatunków ptaków chronionych.
Zagrożeniem dla obszaru jest naturalny proces sukcesji – wypłycania i zarastania zbiornika wodnego.
Rezerwat „Wiślisko Kobyle” włączono, wraz z pobliskim rezerwatem „Koło w Puszczy Niepołomickiej”, do programu Natura 2000 jako element dwóch obszarów: siedliskowego „Koło Grobli” PLH120008 oraz ptasiego Puszcza Niepołomicka PLB120002.